# L'alegria que passa (musical)
L'alegria que passa és una obra de teatre musical basada en l'obra homònima de Santiago Rusiñol, interpretada per Dagoll Dagom l'any 2023.
Va ser codirigida per Marc Rosich, a càrrec del text i l'escena, per Andreu Gallén, en l'àmbit musical, i per Ariadna Peya com a coreògrafa. Anna Rosa Cisquella, la productora executiva de Dagoll Dagom, va anunciar que seria el darrer espectacle de nova creació de la companyia, abans d'acomiadar-se amb una nova producció de Mar i cel el 2024. L'espectacle es va estrenar el 6 de març de 2023 al Teatre Poliorama de Barcelona.

## Argument
Una companyia d'espectacles, contractada per l'alcalde i propietari de l'única fàbrica que hi ha, arriba a un poble gris i sacseja l'existència dels seus habitants. El fill de l'alcalde, a punt de casar-se amb la seva promesa, s'enamora de la cantant del grup i li sorgeix el dubte de si acceptar la monotonia i la seguretat del poble o bé si es deixa endur pel seu enamorament.

## Repartiment
- Mariona Castillo[5]
- Jordi Coll
- Júlia Genís
- Eloi Gómez
- Àngels Gonyalons[6]
- Pol Guimerà
- Basem Nahnouh
- Pau Oliver
- David Pérez-Bayona

## Equip artístic
- March Rosich: Text, direcció d'escena i dramatúrgia.
- Andreu Gallén: Música, direcció Musical i dramatúrgia.
- Ariadna Peya: Direcció coreogràfica i dramatúrgia.
- Anna Rosa Cisquella: Producció artística i dramatúrgia.

## Premis
| Any  | Premi                                  | Categoria                          | Nominat                                                        | Resultat  |
| ---- | -------------------------------------- | ---------------------------------- | -------------------------------------------------------------- | --------- |
| 2024 | Premis de la Crítica d'Arts Escèniques | Millor Musical                     | Millor Musical                                                 | Guanyador |
| 2024 | Premis de la Crítica d'Arts Escèniques | Millor adaptació/dramatúrgia       | Anna Rosa Cisquella, Andreu Gallén, Ariadna Peya i Marc Rosich | Guanyador |
| 2024 | Premis de la Crítica d'Arts Escèniques | Música original/adaptada           | Andreu Gallén                                                  | Guanyador |
| 2024 | Premis de la Crítica d'Arts Escèniques | Millor actriu de musical           | Àngels Gonyalons                                               | Guanyador |
| 2024 | Premis de la Crítica d'Arts Escèniques | Millor actor de musical            | Eloi Gómez                                                     | Guanyador |
| 2024 | Premis Teatre Barcelona.               | Millor espectacle musical          | Millor espectacle musical                                      | Guanyador |
| 2024 | Premis Teatre Barcelona.               | Millor adaptació                   | Anna Rosa Cisquella, Andreu Gallén, Ariadna Peya i Marc Rosich | Guanyador |
| 2024 | Premis Teatre Barcelona.               | Millor interpretació musical       | Àngels Gonyalons                                               | Guanyador |
| 2024 | Premis TeatreMusical.cat               | Millor musical de gran format      | Millor musical de gran format                                  | Guanyador |
| 2024 | Premis TeatreMusical.cat               | Millor actriu protagonista         | Àngels Gonyalons                                               | Guanyador |
| 2024 | Premis TeatreMusical.cat               | Millor actriu de repartiment       | Mariona Castillo                                               | Guanyador |
| 2024 | Premis TeatreMusical.cat               | Millor actor de repartiment        | Eloi Gómez                                                     | Nominat   |
| 2024 | Premis TeatreMusical.cat               | Millor direcció escènica           | Marc Rosich                                                    | Guanyador |
| 2024 | Premis TeatreMusical.cat               | Millor direcció musical            | Andreu Gallén                                                  | Nominat   |
| 2024 | Premis TeatreMusical.cat               | Millor coreografia                 | Ariadna Peya                                                   | Guanyador |
| 2024 | Premis TeatreMusical.cat               | Millor disseny de so               | Jordi Ballbé                                                   | Nominat   |
| 2024 | Premis TeatreMusical.cat               | Millor disseny de llums            | David Bofarull                                                 | Nominat   |
| 2024 | Premis TeatreMusical.cat               | Millor partitura                   | Andreu Gallén i Marc Rosich                                    | Nominat   |
| 2024 | Premis TeatreMusical.cat               | Millor llibret                     | Marc Rosich                                                    | Guanyador |
| 2024 | Premis TeatreMusical.cat               | Millor escenografia                | Albert Pasqual                                                 | Nominat   |
| 2024 | Premis TeatreMusical.cat               | Millor vestuari                    | Albert Pasqual                                                 | Nominat   |
| 2024 | Premis Butaca                          | Millor musical                     | Millor musical                                                 | Guanyador |
| 2024 | Premis Butaca                          | Millor actriu de musical           | Àngels Gonyalons                                               | Guanyador |
| 2024 | Premis Butaca                          | Millor actriu de musical           | Mariona Castillo                                               | Nominat   |
| 2024 | Premis Butaca                          | Millor actor de musical            | Eloi Gómez                                                     | Guanyador |
| 2024 | Premis Butaca                          | Premi Butaca al millor espai sonor | Jordi Ballvé                                                   | Guanyador |
| 2024 | Premis Butaca                          | Millor composició musical          | Andreu Gallén                                                  | Guanyador |